# カガン (ウズベキスタン)
カガン（ウズベク語: Kogon, Когон、ロシア語: Каган）はウズベキスタン・ブハラ州の都市である。州都ブハラより10km東にある。推定人口9万人。Kaganと表記されることもある。

## 概要
1888年にNovaya Bukhara (新ブハラ) として建設された。カガンには第二次世界大戦後シベリア抑留により日本人が連行されてきており、現地には彼らを弔う日本人墓地がある。

## 交通
ウズベキスタン鉄道ブハラ1号線のカガン駅がある。1998年から2008年まではブハラとカガンを結ぶトロリーバスが運行していたが、現在は運行していない。

## 出身人物
- バハー･アッディーン･ナクシュバンド（英語版） (1318-1389) - ナクシュバンディー教団の創設者。カガンには彼の墓がある。
- コンスタンチン・トーツキー (1950- ) - 軍人、上級大将、現在はロシア国籍